# Bagnolo Piemonte
Bagnolo Piemonte – miejscowość i gmina we Włoszech, w regionie Piemont, w prowincji Cuneo.
Według danych na rok 2004 gminę zamieszkiwało 5431 osób, 87,6 os./km².